# Wald (Schwaben)

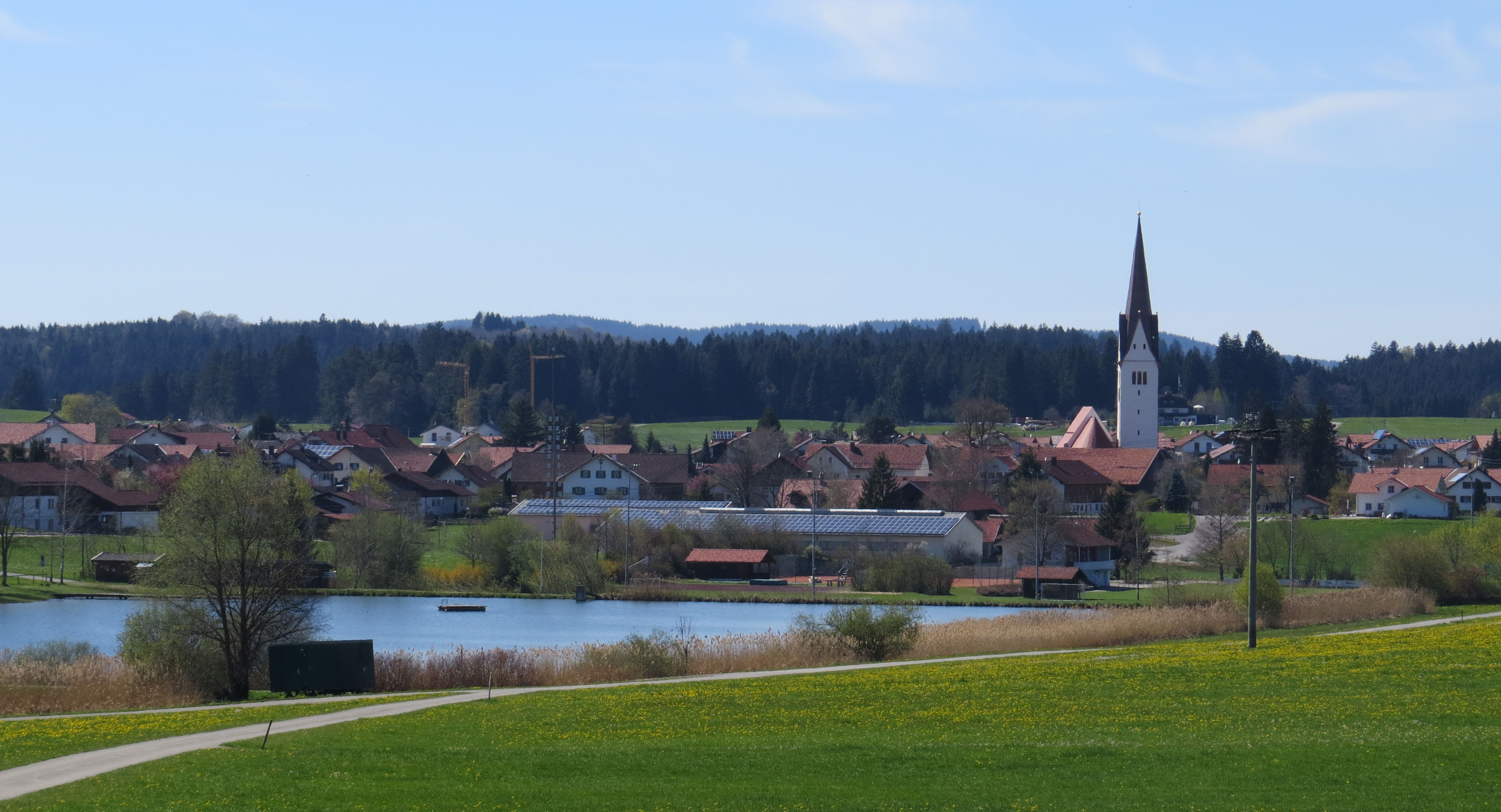
Wald mit Walder Weiher

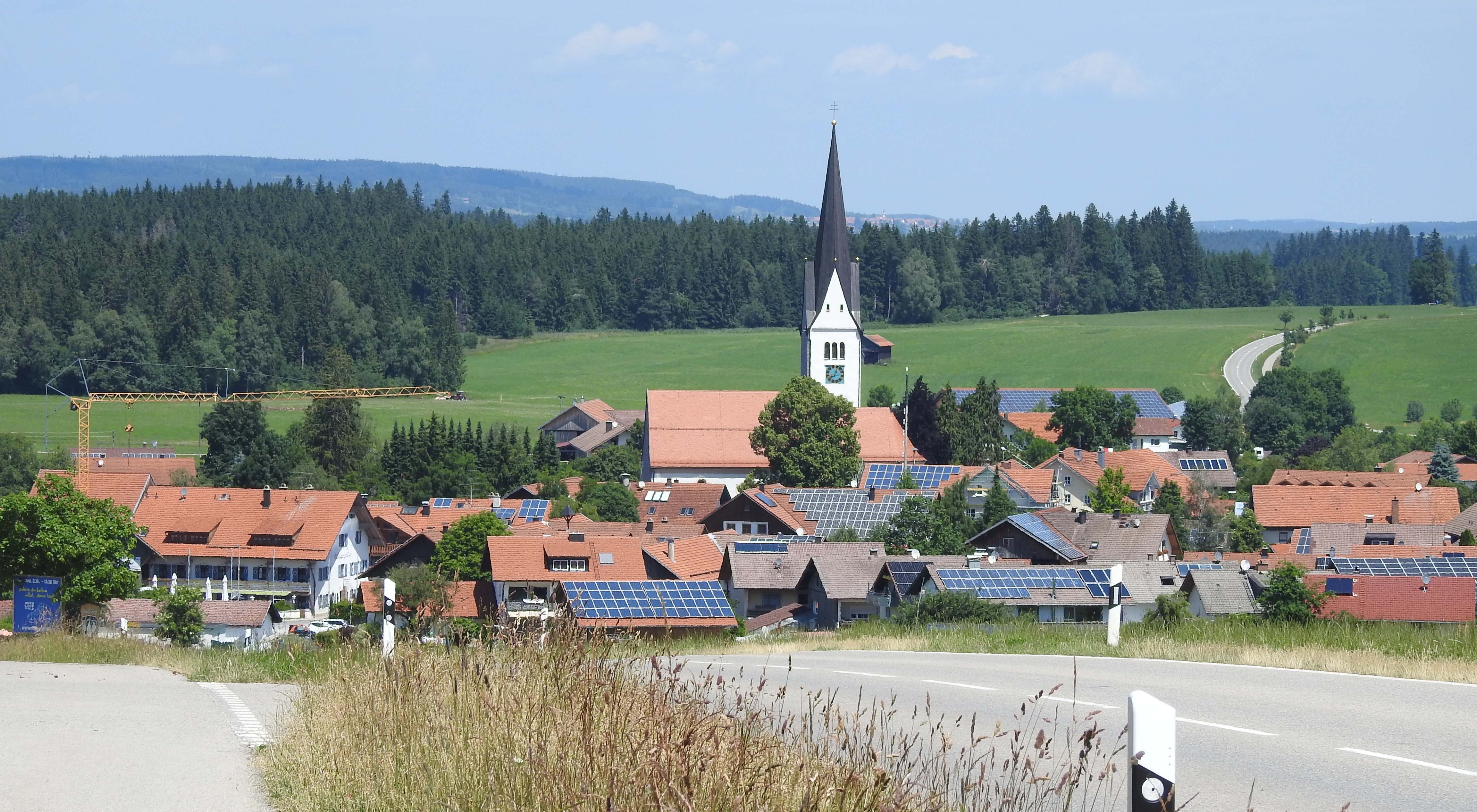
Wald (Allgäu) von Süden

Wald ist eine Gemeinde im Landkreis Ostallgäu in Bayerisch-Schwaben. Die Gemeinde ist Mitglied der Verwaltungsgemeinschaft Seeg.

## Geografie
Wald liegt in der Region Allgäu und ist ein staatlich anerkannter Erholungsort in einer Höhenlage zwischen 755 (Wertach) und 881 m ü. NHN (südlich von Geigers).
Die Gemeinde hat 21 Gemeindeteile (in Klammern ist der Siedlungstyp angegeben):
- Barnstein (Dorf)
- Bergers (Weiler)
- Birngschwend (Weiler)
- Geigers (Weiler)
- Gemmels (Einöde)
- Häusern (Weiler)
- Herings (Weiler)
- Hofen (Dorf)
- Holzmanns (Weiler)
- Kaltenbrunn (Weiler)
- Kaufmanns (Weiler)
- Kippach (Weiler)
- Klosterhof (Weiler)
- Neupolz (Weiler)
- Öbele (Einöde)
- Ofen (Weiler)
- Stechele (Weiler)
- Wald (Pfarrdorf)
- Wetzlers (Weiler)
- Wies (Einöde)
- Wimberg (Dorf)

## Geschichte

### Bis zur Gemeindegründung
Der Ortsteil Barnstein wird bereits 1059 urkundlich erwähnt. Wald selbst wurde im Jahr 1404 noch als Wittisried (Rodung des Witt oder Wittirich) bezeichnet, die Bezeichnung Wald wurde von der im später üblichen Ortsbezeichnung zu den Newen Kirchen in dem Wald abgeleitet. Die ortsansässigen Ritter zu Kemnat verkauften 1493 ihre Gerichtsbarkeit an das Hochstift Augsburg. Mit dem Reichsdeputationshauptschluss von 1803 kam der Ort zu Bayern. Im Zuge der Verwaltungsreformen in Bayern entstand mit dem Gemeindeedikt von 1818 die heutige Gemeinde.

### 21. Jahrhundert
Die 1397 erstmals urkundlich erwähnte katholische Pfarrkirche zum heiligen Nikolaus wurde bei einem durch Blitzschlag ausgelösten Brand am 5. Januar 2012 erheblich beschädigt. Turm und Kirche wurden in den folgenden Jahren grundlegend renoviert. Zugleich wurde in den letzten Jahren die gesamte Infrastruktur des Dorfes modernisiert.
2017 siegte Wald beim Wettbewerb Unser Dorf hat Zukunft – Unser Dorf soll schöner werden  in Bayerisch-Schwaben.
2021 wandte sich die Walder Bevölkerung erfolgreich gegen den Bau eines Pyrolagers beim Weiler Kaufmanns.

### Einwohnerentwicklung
Die Einwohnerzahl von Wald stieg zwischen 1988 und 2008 um 107 Personen bzw. um ca. 11 %. Zwischen 1988 und 2018 wuchs die Gemeinde von 938 auf 1140 um 202 Einwohner bzw. um 21,5 %.
| Jahr      | 1970 | 1987 | 1991 | 1995 | 2000 | 2005 | 2010 | 2015 | 2017 | 2018 | 2019 |
| Einwohner | 0857 | 0946 | 0967 | 0974 | 0994 | 1031 | 1056 | 1166 | 1129 | 1140 | 1156 |

## Politik

### Bürgermeisterin
Erste Bürgermeisterin seit 2014 ist Johanna Purschke (Allgemeine Wählergruppe); diese wurde am 15. März 2020 für weitere sechs Jahre gewählt. Vorgänger war Josef Ampßler (Allgemeine Wählergruppe). Dessen Amtsvorgänger waren Max Hartmann und Ludwig Hummel.

### Gemeinderat
Für die Wahl am 15. März 2020 lag nur der Wahlvorschlag der Allgemeinen Wählergruppe Wald mit 16 Bewerbern vor. Die 12 Bewerber dieser Wählergruppe mit den höchsten Stimmenzahlen bilden für Mai 2020 bis April 2026 zusammen mit dem Ersten Bürgermeister den Gemeinderat.

### Wappen
| | Blasonierung: „Unter einem durch einen silbernen Wellenbalken unterstützten schwarzen Schildhaupt, darin nebeneinander drei goldene Kugeln, in Grün zwischen zwei bewurzelten silbernen Tannen ein silberner Kirchturm.“ |
| Wappenbegründung: Der Kirchturm im Wappen symbolisiert die Kirche St. Nikolaus, die das Ortsbild prägt. Der Legende nach hat er drei jungen bedürftigen Frauen drei Goldkugeln geschenkt. Die Wellen symbolisieren den Fluss Wertach. Die Tannen symbolisieren den Wald. | |

## Sehenswertes und Baudenkmäler
- Sehenswert ist die Kirche St. Nikolaus in Wald: Deckengemälde von Joseph Keller (1740–1823) aus der Barockmaler-Keller-Dynastie Pfronten, Figuren des „Meisters von Wald“ von ca. 1500, Figuren aus der Werkstatt des Barockbildhauers Anton Sturm (1690–1757) aus Füssen.

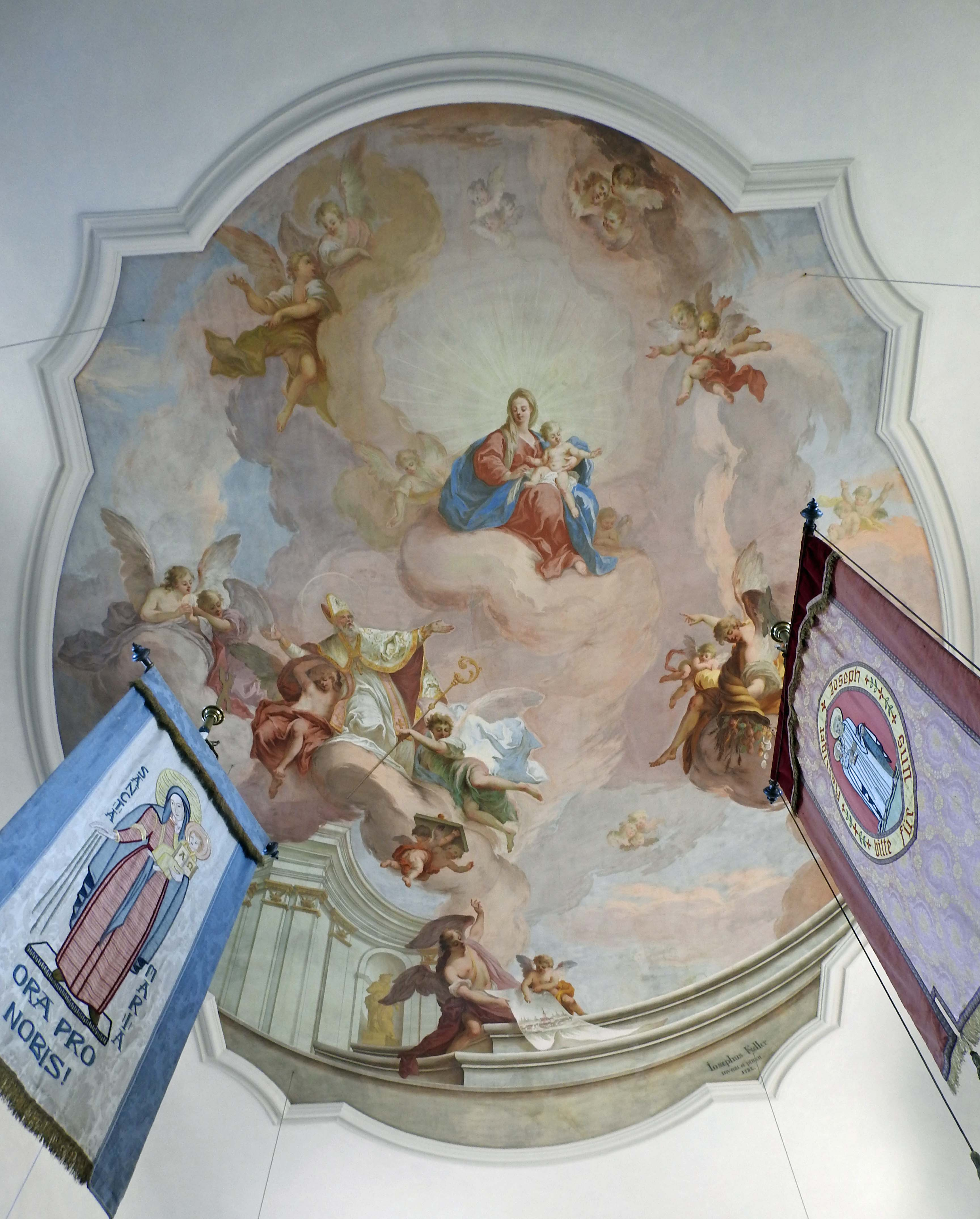
Kirche St. Nikolaus – Deckengemälde

Baugeschichte: 1397 erste Erwähnung „zu der Newen Kirchen in dem Wald“. 1426 Die „Neue Kirche im Wald“ wird Pfarrei. 1493 Der Turm wird in seiner heutigen Form errichtet. 1696 Die mittelalterliche Kirche wird vergrößert und barockisiert. 1781/82 Die Kirche wird nochmals erweitert. Das Langhaus erhält seine typische Fenstergestaltung: Drei fünf Meter hohe dreipassförmig geschlossene Fenster, eine ausgesprochene Besonderheit in der Umgebung, und ein kleines Vierpassfenster. 1790 Der mittelalterliche Turm wird repariert. 2012 Ein Blitz zerstört Kirchturm und Sakristei. 2012–2014 Wiederaufbau und Renovierung.
- WalderWanderWege, Teil der Wandertrilogie Allgäu
- Walder Wertach-Wander-Weg
- Naturpfad Walder-Weiher-Weg
- Wanderweg „Bodenloser Weiher“ – Seeleitenweg mit Toteis-Seen – Kippachtal – Klosterhof
- Wasserfall im Wertachtal und Fußgänger-Hängebrücke
- Schaukäserei
- Dorfmuseum
- Waldhalla (Veranstaltungen, Theater)

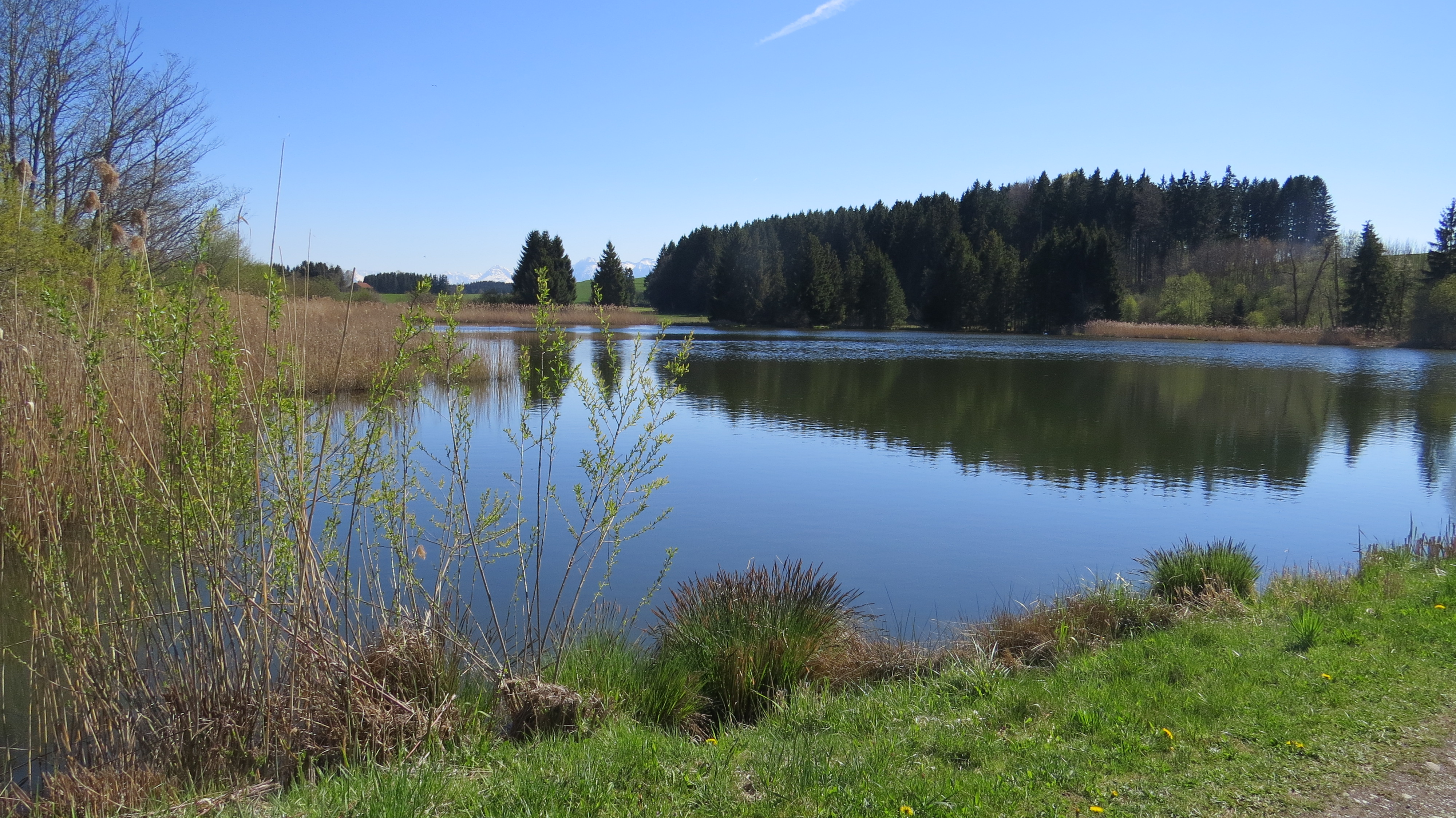
Walder Weiher
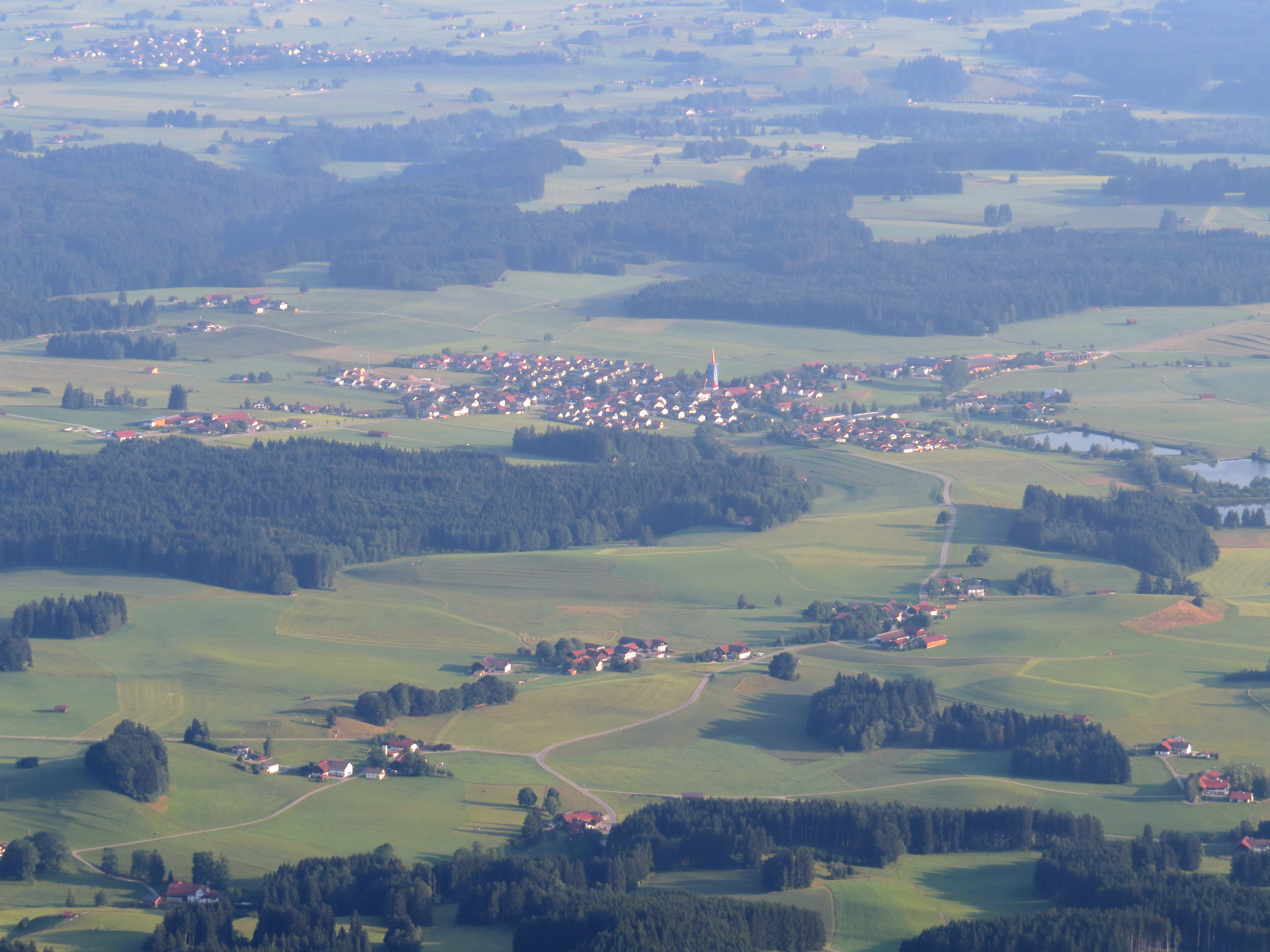
Wald aus der Luft von Südosten
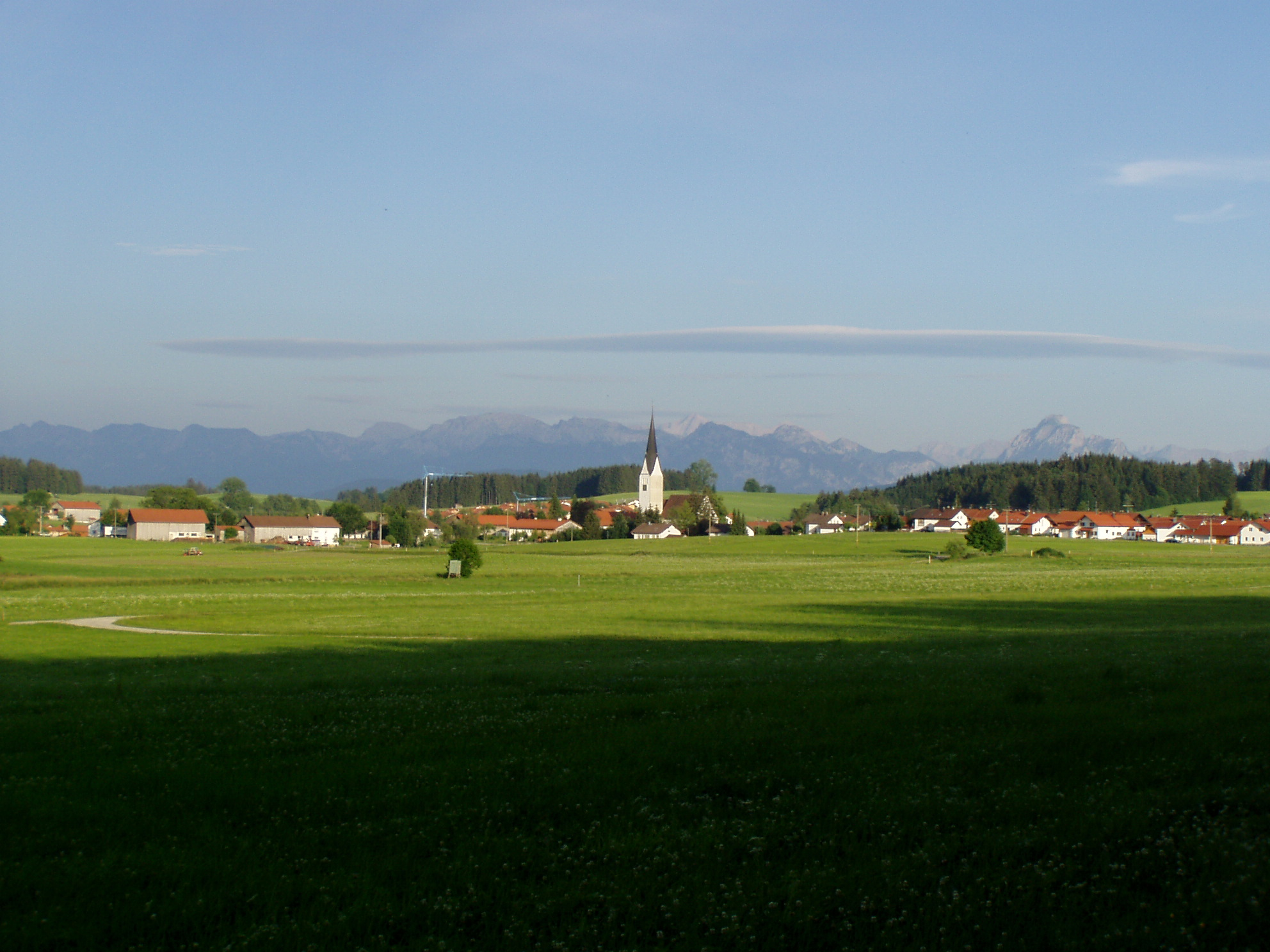
Wald von Nordwesten
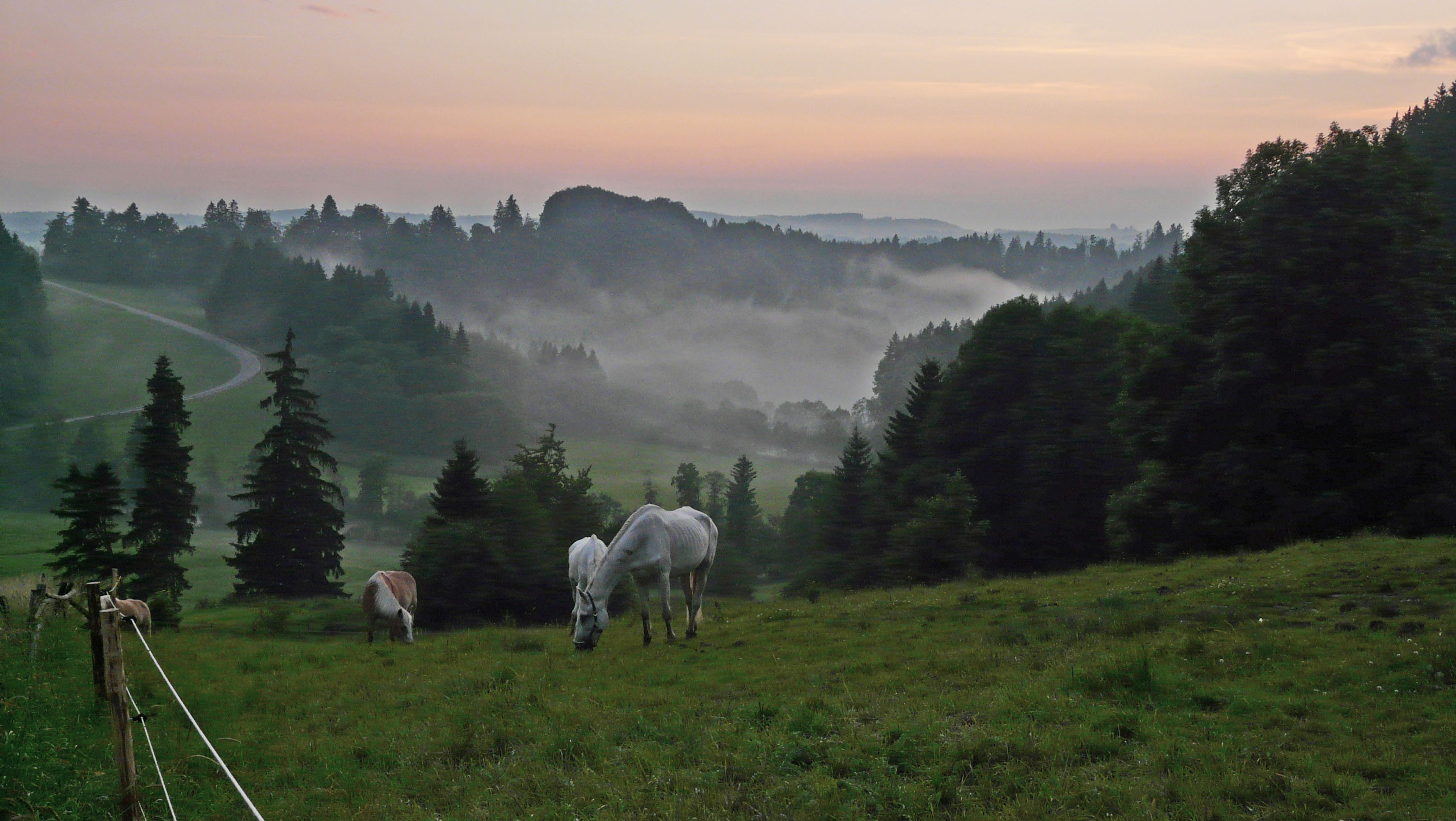
Wertachschlucht bei Wald
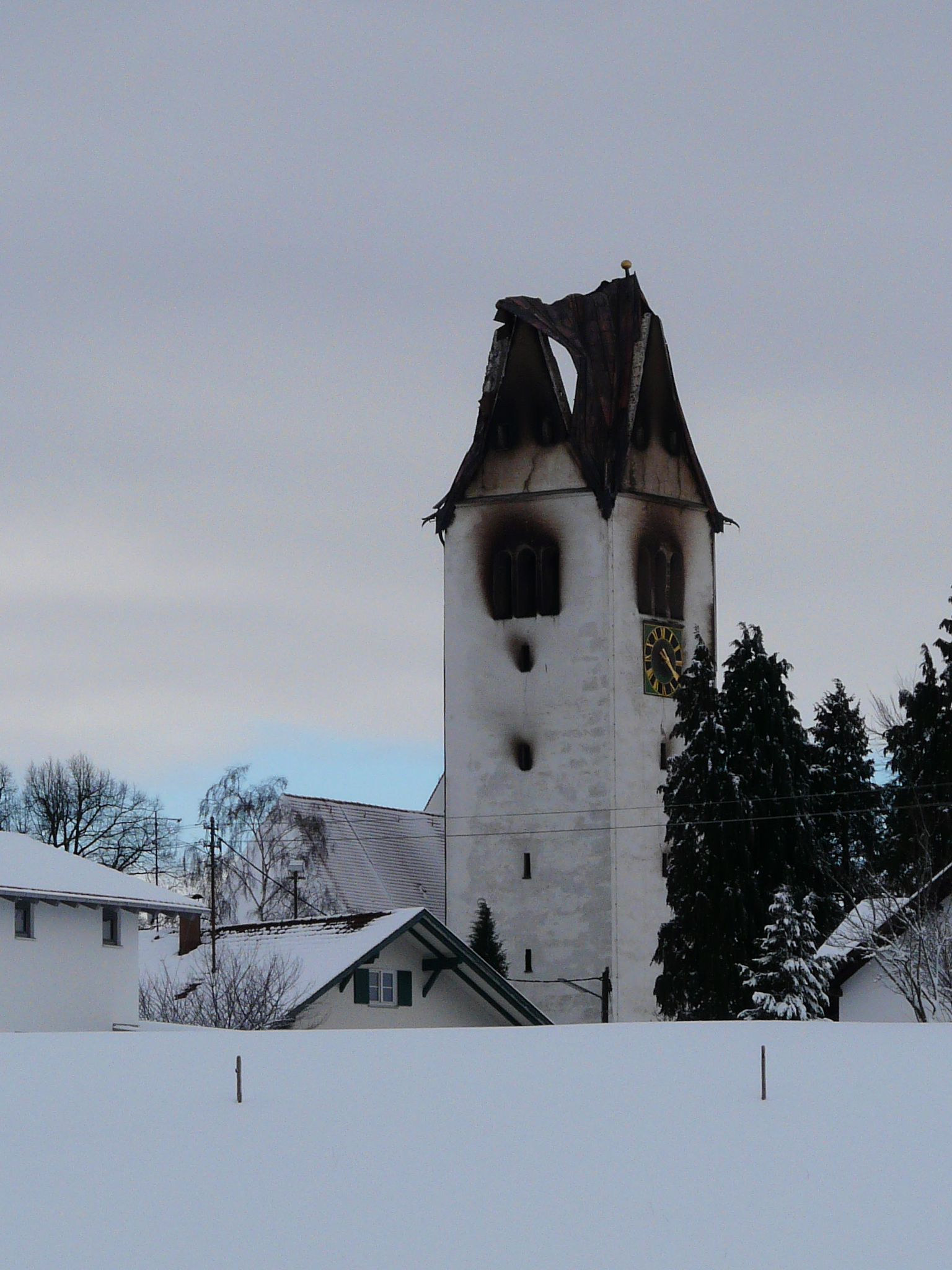
Wald – Kirchturm nach Brand, Januar 2012
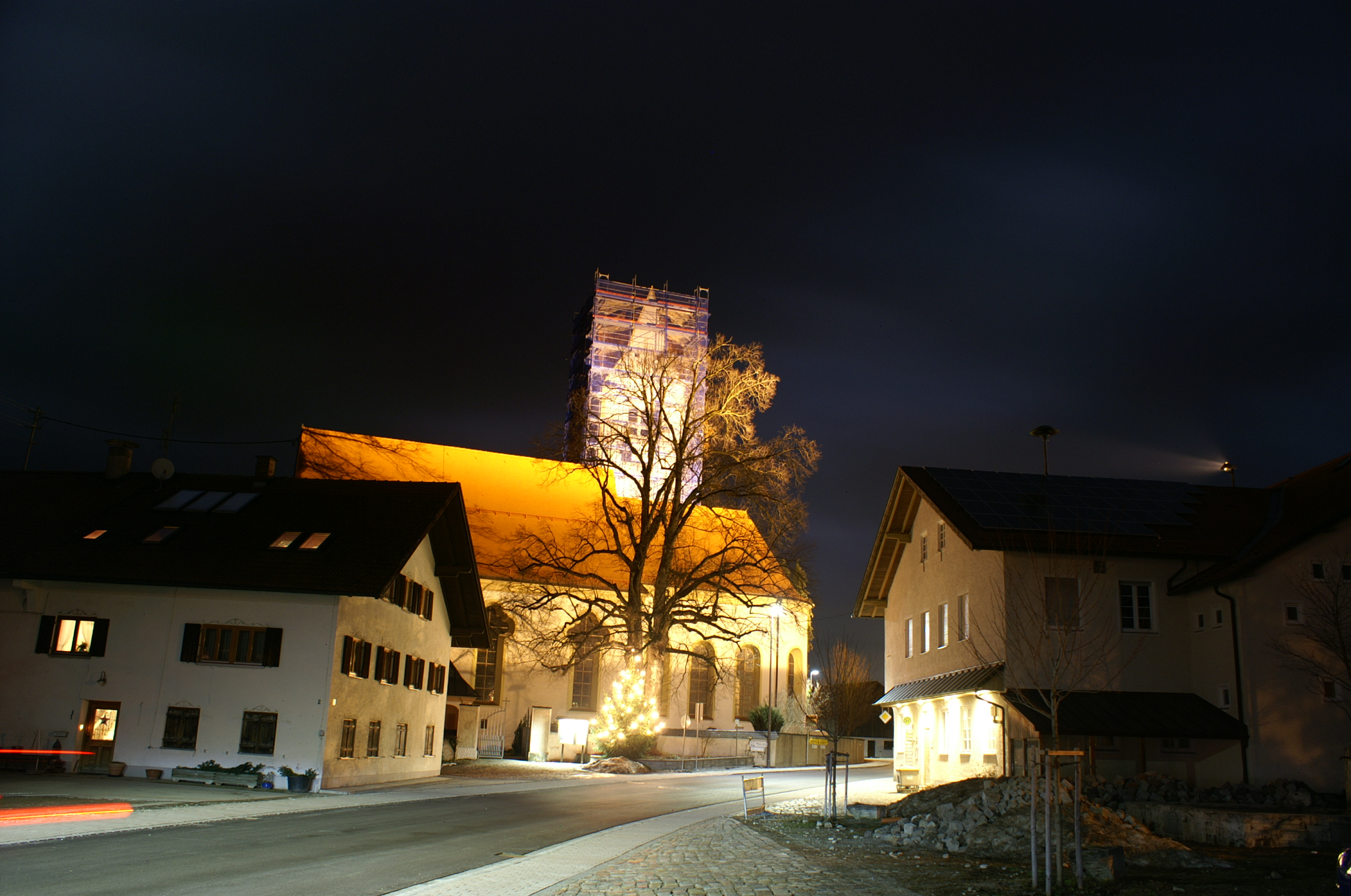
Wald nachts, Dezember 2012

## Wirtschaft und Infrastruktur

### Wirtschaft
Wald wird teils durch Landwirtschaft (Milchviehbetriebe, Dauergrünland), durch mittelständische Handwerksbetriebe und den Tourismus geprägt.

### Wasserversorgung
Die Gemeinde Wald wird überwiegend durch den Wasserbeschaffungsverband Wald über den Brunnen Wald beim Ortsteil Kaufmanns versorgt. Das Wasserschutzgebiet umfasst ca. 39 ha. Die Wassergemeinschaft Klosterhof versorgt die Ortsteile Klosterhof, Geigers, Kaltenbrunn, Neupolz und Gemmels im Südwesten des Gemeindegebiets.

### Bildung
- Kindergarten und Kita im denkmalgeschützten ehemaligen Pfarrhaus.
- Grundschule: Wald im Grundschulverband Wald/Leuterschach.